# ピーター・ユベロス

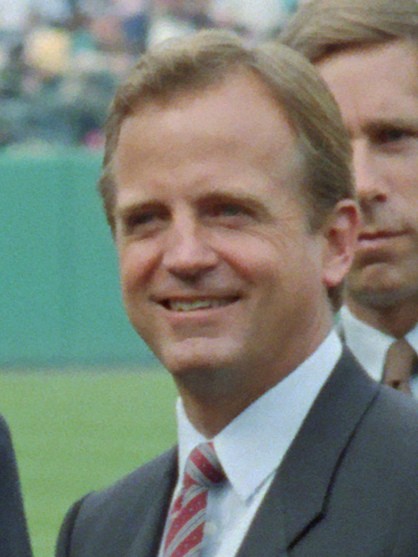
ピーター・ユベロス

ピーター・ヴィクター・ユベロス（Peter Victor Ueberroth、1937年9月2日 - ）は、アメリカの実業家、6代目MLBコミッショナー。1984年ロサンゼルスオリンピックの大会組織委員長を務め、赤字続きだったオリンピックを放映権料やスポンサー収入などで黒字に転換させた。

## 略歴
近代オリンピックの創設者ピエール・ド・クーベルタンが死去した1937年9月2日にアメリカ・イリノイ州で生まれ、北カリフォルニアで育った。フリーモント高校時代はフットボール、野球、水泳で活躍。サンノゼ州立大学時代には水球で活躍し、1956年メルボルンオリンピックの代表候補にもなったが、代表にはなれなかった。
大学卒業後、航空会社トランス・インターナショナル航空に就職し、1963年には自ら旅行会社「ファースト・トラベル・コーポレーション」を設立。従業員1500人、世界200ヶ所に営業所を持つ北米第2の旅行会社に成長させた。1980年、その手腕を評価されロサンゼルスオリンピック大会組織委員長に就任し、旅行会社を1400万ドルで売却して組織委員長の職に専念した。その後、大リーグの第6代コミッショナーに就任し、任期を満了する。
1992年にはロス暴動後のロサンゼルス再開発計画を指揮。共和党員で、2003年のカリフォルニア州知事選に財政再建を訴えて立候補したが、州共和党本部が同じ共和党の有力候補アーノルド・シュワルツェネッガーに候補者を一本化する方針を決めたこともあり、投票1か月前に立候補を取り下げた。
2008年までアメリカオリンピック委員会の会長を務めていた。

## ロサンゼルス五輪
放映権は一発入札を行い、ABCが破格の2億2500万ドル（その他7500万ドルの放送設備費も負担）で独占放映権を獲得。スポンサー契約でも1976年モントリオールオリンピックでは628社もありながら収入総額700万ドルしかなく、1980年レークプラシッドオリンピックでも371社あったスポンサーを30社、1業種につき1社に限定。その代償として1社につき最低400万ドルのスポンサード（協賛金）を要求した。また、公式マスコットの「イーグルサム」の商品化を徹底して行い、独自の収入源に仕立て上げた。陸上競技場は1932年のロサンゼルスオリンピックで使用した競技場を改装し、選手村は大学の寮を使用した。5000人のボランティアを募集して人件費も抑え、結果2億1500万ドルの黒字を生み出した。この商業主義の手法は「ロサンゼルス方式」と呼ばれ、その後のオリンピックに影響を与えた。同年、「タイム」誌の「パーソン・オブ・ザ・イヤー」に選ばれた。
しかし、この手法が以後のオリンピックにける商業主義化に繋がった、とする批判もあり、後年の取材において「ロサンゼルスが悪いのではない、ロサンゼルスの方法を表面だけ真似した人々がオリンピックの姿を変えてしまった」と述懐している。

## MLBコミッショナー
1984年10月、MLB第6代コミッショナーに就任する（在任1984年10月1日 - 1989年3月31日）。就任当時のMLBは、フリーエージェント制の導入の影響で年俸が高騰し、赤字経営に転落した球団が多数あるなどの経営危機の状態にあると喧伝されていた。ユベロスは、ロサンゼルス五輪の成功の手腕を見込まれてコミッショナーに就任した。在任中は、南カリフォルニアの自宅にいながら、他のコンサルタント業務と平行して、コミッショナー職に当たっていた。
就任にあたっては、ユベロスは、コミッショナー権限の拡大と、年俸の大幅増額、そして、球団に不正があった場合にコミッショナーが課する罰金を、それまでの5000ドルから25万ドルに大幅に引き上げること、などを条件に挙げたのだった。
在任期間中に、CBSとESPNのテレビとの放映権料の大幅増額と、MLB関連商品のライセンス料収入を大幅に伸ばした。そして、様々な経営改革を行い、1988年にはMLBは赤字経営は一つもなくなったと発表した。1985年には、選手に対する1年に数回の薬物検査を義務付ける提案をしたが、選手会に反対されている。また、カジノで顧客担当として働いたとして前コミッショナーのボウイ・キューンに永久追放されたウィリー・メイズとミッキー・マントルの処分解除を決定している。
その一方で、ユベロスは、フリーエージェント(FA)選手との長期契約を非難し、それのみならず、ひそかにオーナー、ゼネラル・マネージャーたちに対してフリー・エージェントとなった選手たちと契約しないよう「共同謀議」を働いた、とされる。これは、1985年オフにFAとなった選手に対する契約がわずか4選手であったこと、1986年のオフのFA選手も目立った獲得がなかったこと、さらにFA選手の球団との長期契約がほとんどなく1年契約が大半であったことなどから、選手会は調停委員会に苦情を申し立てた。最終的には、1990年にオーナー側が（被害を受けたとされる）選手側に対して総額2億8千万ドルを支払うことになった。
また、当時喧伝されていた「赤字経営」に関しては、元MLB選手会長のマービン・ミラーは、1985年の労使交渉でユベロスから私的に26球団中18球団が赤字だというオーナーの会計報告は茶番だと述べていた、と述懐している。MLB選手組合がスタンフォード大学のスポーツ経済学者、ロジャー・ノールに分析を依頼したところ、実態はやはり「黒字経営」であったとの結論を出した。
在任中は賛否はともかくコミッショナーシップを発揮していたが、彼自身はオーナー達に対する侮蔑の念を隠そうとはしなかった。ユベロスのオーナー評は「ばか」「まぬけ」「ぐちっぽくて、めそめそしていて不満ばかり述べる連中」。